# Hawkgirl
Pour les articles homonymes, voir Hawk et Girl.
Hawkgirl est le nom de plusieurs personnages appartenant à l'univers de DC Comics. Shiera Sanders est créé par Gardner Fox & Sheldon Moldoff dans Flash Comics #1 en janvier 1940. Les mêmes auteurs créeront Shiera Hall en Hawkgirl dans All Star Comics #5 en juin 1941.
Hawkwoman (Shayera Hol) est créée par Gardner Fox & Joe Kubert dans The Brave and the Bold #34 en février-mars 1961. Thal revamp créé par Timothy Truman et Sharon Parker par John Ostrander.
Kendra Saunders est créé par Geoff Johns et James Robinson dans JSA Secret Files #1 en aout 1999.

## Comics
Dans les différentes versions comics, Hawkgirl est la partenaire, et parfois compagne, du héros Hawkman. Sa version actuelle est le héros titre d'une série en cours, prenant la suite de Hawkman.

## Autres Versions
- Dans l'univers Flashpoint, une homologue criminelle de Hawkgirl est l'une des Amazon's Furies, les tueuses d'élite de Wonder Woman qui est une mauvaise homologue.
- Dans le Bizarro World, il existe une variante de Hawkgirl appelé Bizarro-Hawkgirl.
- Dans La Ligue des justiciers : Conflit sur les deux Terres, une double maléfique est nommée "Angelique".

## Apparitions dans d'autres médias

### La Ligue des justiciers(1reet2esaisons)
Shayera Hol était un détective secret sur sa planète natale : Thanagar. Il y a plusieurs années, en poursuivant des criminels impliqués dans un trafic de technologie interdite, elle fut éliminée par un rayon dimensionnel de transport. Sa structure moléculaire fut déchirée en morceaux et envoyée à mi-chemin à travers la galaxie. Quand elle se réveilla, elle se trouvait sur une planète qui lui était inconnue : la Terre. En utilisant sa formation de survie, elle adopta une identité humaine et apprit à s'intégrer à la population.
Bien que Shayera espère retourner un jour sur Thanagar, elle a développé un lien fort avec les habitants de la Terre. Elle utilise ses pouvoirs thanagariens pour servir et protéger sa nouvelle maison. Hawkgirl a la capacité de voler grâce à ses ailes de faucon, des compétences de combat au corps à corps mortelles et la faculté de communiquer avec les oiseaux.
Comme un vrai détective, elle a des aptitudes d'observation. Batman en a été profondément impressionné. Les autres membres de la Ligue considèrent Hawkgirl comme un membre de leur groupe de justiciers, lui faisant alors facilement oublier qu'elle vient d'une autre planète… Malgré sa personnalité plaisante et modeste, elle est une combattante féroce. Elle peut frapper avec une telle férocité soudaine que même ses coéquipiers les plus proches en sont surpris.
Dans la 2e saison, Shayera a développé une relation avec Green Lantern, John Stewart.
Dans Starcrossed (La Croisée des étoiles), Hawkgirl a été révélée comme étant le Lieutenant Shayera Hol, un soldat thanagarien envoyé sur Terre pour étudier ses systèmes de défense, sa technologie et ses héros. Dans un sens, elle était donc « une espionne ». Ses coéquipiers n'ont guère apprécié.
Shayera était également promise/fiancée au Commandant Hro Talak, venu sur Terre avec les autres Thanagariens pour empêcher les Gordaniens d'attaquer leur planète : Thanagar. La relation de Shayera et John Stewart est tombée en morceaux… 
Avec tous ces évènements, elle découvre que Hro Talak ne lui a pas dit la vérité. Il lui avait dit que son peuple voulaient construire un champ de force et améliorer les défenses terriennes pour protéger les humains. Il veut en réalité atteindre la planète des Gordaniens grâce à un couloir hyperspatial, dont l'activation détruira la Terre pour sauver Thanagar, sacrifiant des milliards de vies humaines. Le choc de cette révélation couplé au traitement brutal des Terriens par les Thanagariens (les humains réduits en esclavage et traités comme des bêtes de somme) la pousse à transmettre ces renseignement à la Ligue.
Après avoir sauvé la Terre avec l'aide des justiciers, la Ligue se réunit pour décider de son sort : le pardon ou l'expulsion. Avant qu'ils annoncent le verdict, Shayera démissionne de la Ligue des Justiciers, et les quitte sans connaître le résultat du vote.
Green Lantern la rejoint et lui demande si tout n'était que mensonge. Elle répond : « Bien sûr que non ». Elle l'aime et ceci est vrai. Elle s'envole dans le ciel, vers une destination inconnue. John pleure et dit : « Moi aussi, je t'aime ». Ainsi, ils déclarent leur amour l'un pour l'autre.

### La Nouvelle Ligue des justiciers(saisons 3 à 5)
Après son départ de la Ligue de justice d'Amérique et l'invasion thanagarienne de la Terre, Shayera Hol essaye de trouver sa place dans ce monde grâce à l'aide du Docteur Fate. Elle a trouvé refuge dans le sanctuaire de ce dernier. Elle a passé beaucoup de temps en compagnie de la femme de celui-ci ainsi qu'avec d'autres justiciers (dont Aquaman), rassemblant ses pensées et se demandant que faire par la suite. Sa réclusion a été interrompue, quand Solomon Grundy a été ressuscité par la Magie du Chaos. Shayera a décidé de faire face à son ancien ami et de tenter de le raisonner. Elle a rapidement découvert que seule la colère demeurait en lui, et que sa masse, faite de métal Nth, était la seule chose qui pourrait arrêter Grundy. En effet, lorsqu'Ichthultu a essayé de contrôler les Thanagariens, ces derniers ont créé des armes capables de vaincre ce genre d'ennemis. La masse de Shayera a été spécifiquement conçue pour détruire les créatures magiques : son énergie court-circuite l'énergie magique qui les anime. N'ayant aucune autre solution disponible, Shayera devait tuer Grundy pour qu'il repose en paix une fois pour toutes.
Après la mort de Grundy, Shayera est huée par la foule. Les humains n'ont toujours pas pardonné ni sa trahison, ni son retour à la Ligue. Quand Green Lantern tente de faire taire ces révoltés, elle lui dit qu'elle comprend leur réaction : elle l'a mérité. Son moral est alors assez bas. Une femme et sa petite fille la remercient cependant de les avoir toutes deux secourues un peu plus tôt.
Les autres membres de la Ligue lui laissèrent le bénéfice du doute et lui offrirent une seconde chance. Dans l'épisode L'ordre et le chaos, elle fait équipe avec Wonder Woman pour rétablir Hadès sur le trône des Enfers. En effet, ce dernier a été détrôné par Félix Faust, le magicien, qui s'est servi de l'Annihilateur, une arme redoutable créée par Arès. L'idée de départ de Wonder Woman était de dérober la massue de Shayera sans que cette dernière ne s'en aperçoive, mais au moment où Diana allait sortir avec la massue à la main, elle se retrouva nez à nez avec la Thanagarienne, qui lui dit : « C'est un tarif tout compris, si tu veux la massue, tu dois me prendre avec toi. »
Les deux femmes partirent alors pour Thémiscyra (Paradise Island), l'île natale de Wonder Woman, où se situe le seul passage pour rejoindre les Enfers. Elle parvinrent à vaincre Faust et rendre à nouveau son trône à Hadès. Il semblerait qu'à la suite de cette mission, les deux guerrières auraient retrouvé un peu de leur complicité d'autrefois.
La grande tâche suivante de Shayera est venue avec la nouvelle petite amie de John Stewart : Vixen. Les deux femmes ont été assignées à une mission dans l'espace. J'onn J'onzz a reçu un appel de détresse venant d'une planète minière. Ils y auraient mis au jour un élément radioactif : le fer 635. Shayera est envoyée en mission car il s'agit du même matériau dont sa massue est faite. J'onn J'onzz lui donne Vigilante et Vixen comme coéquipiers. La vérité s'avère cependant toute autre : il n'y a jamais eu de mine ni d'appel de détresse. C'était un piège tendu par les Thanagariens. Shayera les a trahis et ils veulent se venger; à cause d'elle, Thanagar a perdu la guerre : les Gordaniens ont vaincu la flotte et ont dévasté la planète malgré le sacrifice de Hro Talak, qui a anéanti les forces gordanniennes. Ensemble, Shayera et ses deux compagnons anéantissent leur désir de vengeance. À la fin de leur mission et malgré l'amour qu'elles portent au même homme, Shayera et Vixen deviennent amies.
Shayera rencontrera plus tard Carter Hall et apprend qu'elle et lui ont été réincarnés depuis l'Égypte antique et qu'ils étaient amants. Elle suit Carter dans un temple en Égypte, où il lui révèle sa vraie identité et lui raconte l'histoire qu'il avait appris par l'Absorbacon, un objet contenant l'histoire de Thanagar : Katar Hol et Shayera Hol avaient eu un accident avec leur vaisseau et avaient atterri en Égypte antique, où ils avaient appris aux habitants la technologie pour construire des pyramides et d'autres formes incroyables avancées de technologie. Beaucoup d'Égyptiens les vénéraient et les respectaient comme des dieux, tandis que d'autres les voyaient comme une menace. Shayera et Carter se voient ensuite contraints de combattre Shadow Thief, un criminel pouvant se mêler aux ombres et l'affrontement provoque l'effondrement de la tombe...
Carter Hall croit que lui et Shayera sont les Hol réincarnés et sont donc les anciens amants. Tandis que Shayera ne croit pas ce qu'il raconte, Hawkman sourit et lui dit qu'il a bien attendu des milliers d'années pour se retrouver, et qu'il peut attendre un peu plus longtemps.
L'enlèvement de Green Lantern par Shadow Thief conduit Vixen et Shayera à aller dans un musée, où les attend le criminel. Vixen est blessée, et Shayera enlevée avec Carter venu les aider. L'Absorbacon, sauvé de l'effondrement, révèle qu'il y a huit mille ans, Carter, poussé par un désir de conquêtes militaires, délaissa sa femme, qui fut séduite par Bashari, le bras droit du souverain. Naquit alors une liaison passionnée entre eux et lorsqu'il l'apprit, Carter demanda à son assistant de s'occuper du problème. Ce dernier empoisonna les amants mais Carter, qui ne voulait pas la mort de sa femme, se tua à son tour. D'après cette histoire, Shadow Thief pense que Hawkman doit tuer Green Lantern pour regagner l'amour de Shayera, mais Hawkman libère les prisonniers qui affrontent tous Shadow Thief. Il est alors révélé que Shadow Thief est en réalité la partie obscure de Hawkman, l'expression de ses plus noirs desseins, libéré lorsque ce dernier a touché l'Absorbacron... À la suite de cette aventure, Green Lantern révèle à Shayera que dans le futur, il a vu le fils que tous deux devaient avoir ensemble : Warhawk. Mais refusant d'être le jouet de la destinée, John décide de rester avec Mary tandis que Shayera part voir Batman pour qu'il lui parle de son fils...
Shayera s'est également faite manipuler par Sonar et Roulette afin qu'elle participe avec d'autres super-héroïnes au Métabrawl, le combat entre super-combattants auquel a participé auparavant Wild Cat. Elle combattra malgré elle Huntress, Black Canary, Wonder Woman et Vixen.
Enfin, Shayera est mobilisée comme tous les héros lors de l'invasion de la Terre par Darkseid, ressuscité par accident par Luthor. Elle est blessée à une aile par un Paradémon mais parvient tout de même à détruire une foreuse, qui devait faire sortir le magma du centre de la terre.

### Jeu vidéo
- Justice League: Injustice for All, jeu vidéo 2002 de Saffire sur Game Boy Advance.
- Justice League Heroes, jeu vidéo 2006 de Snowblind Studios sur Xbox, PS2, PlayStation Portable & Nintendo DS.
- Injustice : Les Dieux sont parmi nous, jeu vidéo sorti en 2013, édité par Warner Bros. Games et développé par NetherRealm Studios sur PS3, Xbox 360, Wii U et Iphone/iPad.

### Smallville
Hawkgirl est mentionnée de nombreuses fois à travers la série mais n'apparait jamais réellement physiquement puisqu'elle est décédée depuis de nombreuses années. Nous savons néanmoins qu'elle était auparavant une princesse égyptienne ayant vécu sous l'Ancienne Égypte et qu'elle était mariée au prince Khufu. Après son assassinat, le couple fut frappé d'une malédiction qui les oblige à renaître sans cesse pour se retrouver mais également pour se voir mourir, ainsi pour l'éternité.
Ressuscitant notamment au XXe siècle sous l'identité de Shayera Hall, elle est devenue la justicière Hawkgirl tandis que son mari devenait Hawkman. Ensemble, ils ont fondé la Justice Society of America dans les années 1970 afin de faire régner la paix aux côtés d'autres super-héros. Shayera est malheureusement assassinée quelques années plus tard par Icicle, ce qui pousse Hawkman à placer ce dernier dans un état catatonique pour venger la mort de sa femme. Depuis, le casque et la massue qu'elle portait en étant Hawkgirl sont entreposés dans l'ancien quartier général de la JSA.
Elle apparait brièvement lors d'un flashback où elle est interprétée par Sahar Biniaz.

### Arrowverse
Hawkgirl apparaît dans plusieurs séries de super-héros du réseau The CW. Elle est interprétée par l'actrice Ciara Renée.
Dans cette version, Shay-Ara était à l'origine une prêtresse égyptienne sous l'Ancienne Égypte. Amoureuse du prince Khufu, les deux amants seront assassinés par l'immortel Vandal Savage, jaloux de leur amour. Cependant, le royaume d’Égypte ayant été frappé au même instant par des météorites radioactives originaires de la planète Thanagar, les amants décédés sont irradiés et obtiennent de nombreux pouvoirs. Depuis, ils ne cessent de renaître pour souvent, se faire assassiner par Vandal Savage dont l'immortalité ne lui est accessible que par l'assassinat du couple. Ce processus s'est répété plus de 207 fois.
- The Flash : Kendra Saunders apparaît furtivement dans l'épisode final de la saison 1 où elle assiste au sauvetage de Central City par Flash. Lors de la saison 2, elle devient la petite amie de Cisco Ramon et mène avec lui une vie plutôt tranquille jusqu'à ce qu'elle soit attaquée par Vandal Savage. Lors d'un épisode crossover avec la série Arrow, elle est forcée de fuir à Star City où elle reçoit l'aide de plusieurs super-héros, dont Green Arrow, The Flash ou Black Canary (entre autres). Elle y fait également la rencontre de Carter Hall, la nouvelle réincarnation de Khufu, qui cherche lui aussi à la protéger de Savage.
- Arrow : Elle apparaît dans la seconde partie du crossover avec la série The Flash où elle continue à lutter contre Vandal Savage aux côtés de ses amis.
- Legends of Tomorrow : Dans cette série, Hawkgirl et Hawkman sont recrutés par le voyageur temporel Rip Hunter qui fonde une équipe pour lutter contre les agissements de Vandal Savage à travers le temps. Au fil des épisodes, il est possible de découvrir d'autres réincarnations de Shay-Ara à travers différentes époques.

### Cinéma
Le personnage sera présent dans le film Superman (2025) de James Gunn, premier long métrage du nouveau DC Universe.